# Калливокас, Дионисиос
Дионисиос Калливокас греч.  Διονύσιος Καλλιβωκάς , 30 июня 1806, Закинф, Ионические острова — 15 мая 1877, Афины) — греческий художник и иконописец XIX века. Представитель Семиостровной школы греческой живописи.

## Биография

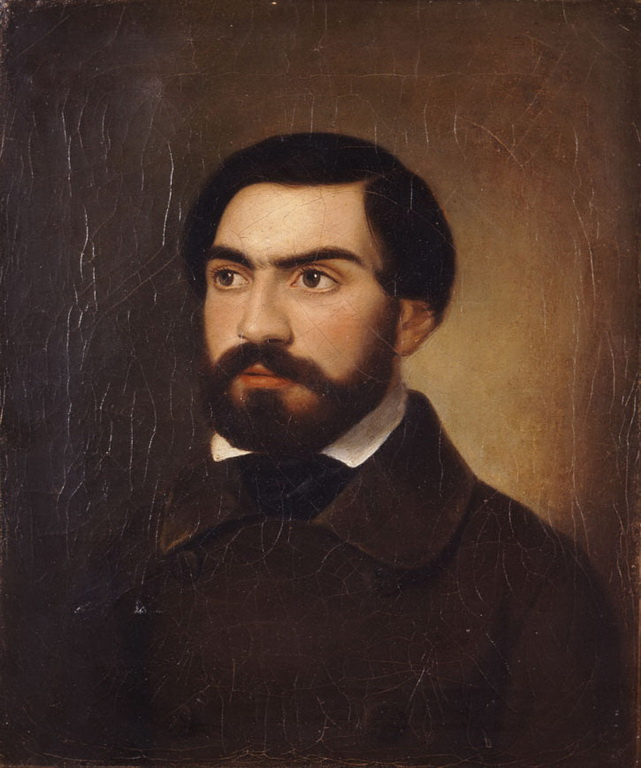
Портрет мужчины (1847)

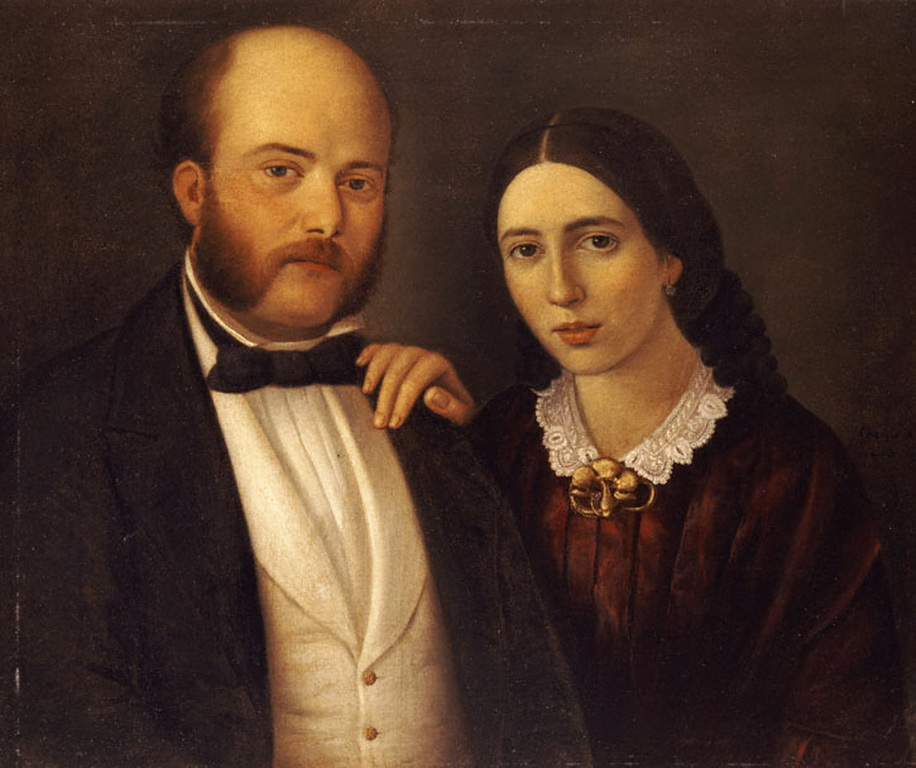
Портрет супружеской четы, 1858

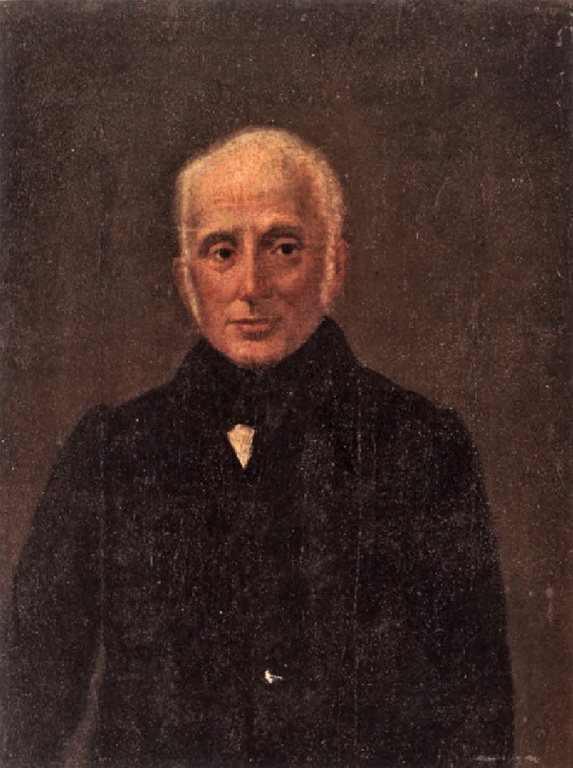
Портрет П. Стефану (врач и депутат Ионического парламента

Дионисиос Калливокас родился на острове Закинф в 1806 году в семье Спиридона Калливокаса и Милии Лемони. В 1806 году остров находился под российским контролем но уже в следующем году был возвращён французам. 
Калливокас учился живописи у священника, живописца и иконописца Николаоса Кантуниса (1767-1834). Продолжил учёбу в Италии Академии Святого Луки в Риме а затем в Академии изящных искусств Флоренции у профессоров Giuseppe Regguli, Tommaso Gazzarini (1790-1853) и Benedetto Servolini (1805-1879). Во Флоренции Калливокас прожил и работал целых 12 лет. Калливокас вернулся на Закинф, который к этому времени перешёл под британский контроль, и занялся рописью церквей и иконописью. После чего работал живописцем и преподавал на острове Левкас и в «Ионической академии» на острове Керкира (1858-1864). В 1864 году Ионические острова воссоединились с Грецией. Уже представляя Грецию, в 1867 году Калливокас принял участие в Всемирной выставке в Париже, где выставил 2 своих портрета. В 1870 году принял участие в Панэллинской выставке «Олимпия» в Афинах, где выставил свою работу «Портрет священника» и две копии. За копию картины Ван-Дейка получил бронзовую медаль. В марте 1874 года Калливокас переехал в Афины и, чтобы обеспечить себе на жизнь в греческой столице, писал по низким ценам множество копий картин мастеров Возрождения. 
Большое число копий и отсутствие помещения для их складирования создавало проблемы художнику. Решение было найдено, после того как художник Никифорос Литрас, уехавший в июне 1874 года в Германию, оставил Калливокасу свою мастерскую. 
Калливокас выставил здесь свои копии, назначив часы свободного посещения. Но поскольку коммерческий успех не сопутствовал этому предприятию, Калливокас выставил свою коллекцию в здании Афинского муниципалитета. В 1875 году он вновь выставил свою коллекцию 59 оригинальных работ и копий на Панэллинской выставке «Олимпия» и получил серебряную медаль за свои копии. В его оригинальных работах преобладают портреты и религиозные композиции. 
Владея стилем академического реализма конца XVIII—начала XIX веков, Калливокас оставался типичным эпигоном Семиостровной школы греческой живописи. 
В своих портретах Калливокас угождал ожиданиям своей буржуазной клиентуры, подчёркивая благородство изображаемых. 
Художник умер в Афинах в 1877 году. 
Его работы хранятся и выставляются в Национальной галерее Греции, в коллекциях фондов Кутлидиса и Левендиса, в муниципальных галереях городов Закинф, Левкас и Патры.